# Клод Раду
Клод Раду (люксемб. Claude Radoux) — люксембурзький менеджер, член міської ради Люксембургу, почесний консул України в Люксембурзі з 1995 року.

## Біографія
Народився 27 серпня 1963 року.
У жовтні 1986 року отримав ступінь магістра у менеджменті в Університеті Санкт-Галлена, у червні 1990 — ступінь магістра у галузі міжнародних відносин в Університеті Джонса Гопкінса.

### Кар'єра
У 1987—1988 роках займався стратегічним плануванням у компанії Oliver Wyman (Велика Британія).
У 1990—1992 роках працював у Groupe Sandoz (Швейцарія).
У 1995—2010 — керуючий директор у Luxembourg Online SA.
Від квітня 1993 року — незалежний економічний радник у компанії CR Associés SAR.

### Політична та громадська діяльність
Від 1993 року є членом Демократичної партії Люксембургу, а від 28 січня 2008 року — членом міської ради Люксембургу.
З 1995 року є почесним консулом України у Великому Герцогстві Люксембург. Протягом майже 20 років на цій посаді сприяв реалізації економічних та гуманітарних місій та брав активну участь у розвитку двосторонніх дипломатичних відносин Люксембургу та України.
23 січня 2014 року заявив про відставку, протестуючи проти репресивної політики української влади: «Коли снайпери влаштовують полювання на демонстрантів, коли людей вбивають за висловлення своєї думки, це диктатура».
6 листопада 2015 року підписав оновлену Угоду про виконання функцій та обов'язків почесного консула України з тимчасовим повіреним у справах України в Королівстві Бельгія, Андрієм Кузьменком.
Володіє французькою, англійською, люксембурзькою, німецькою, італійською, російською мовами.